# Sinibotys evenoralis
Sinibotys evenoralis är en fjärilsart som beskrevs av Walker 1859. Sinibotys evenoralis ingår i släktet Sinibotys och familjen Crambidae. Inga underarter finns listade i Catalogue of Life.